# 色鉛筆

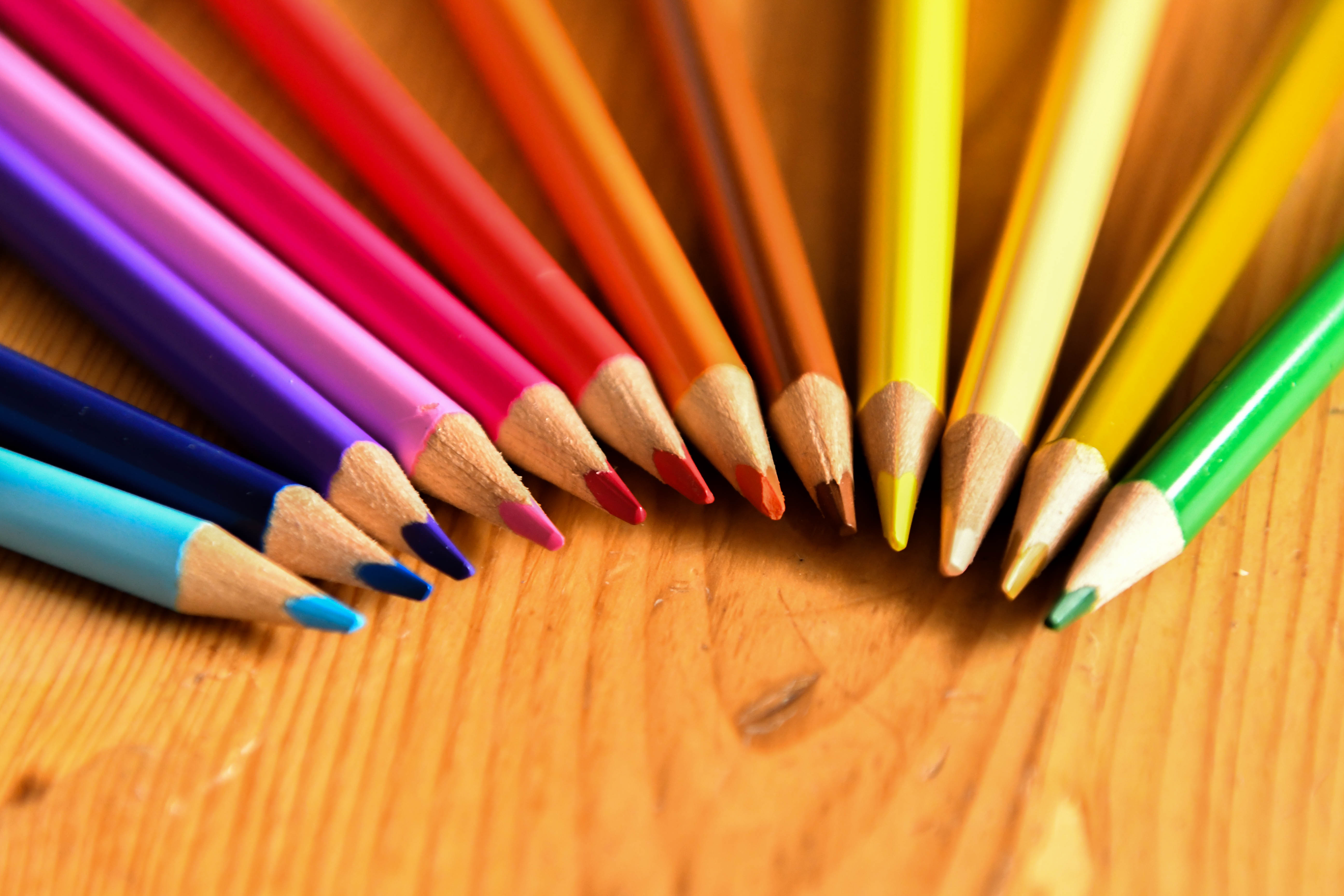
色鉛筆

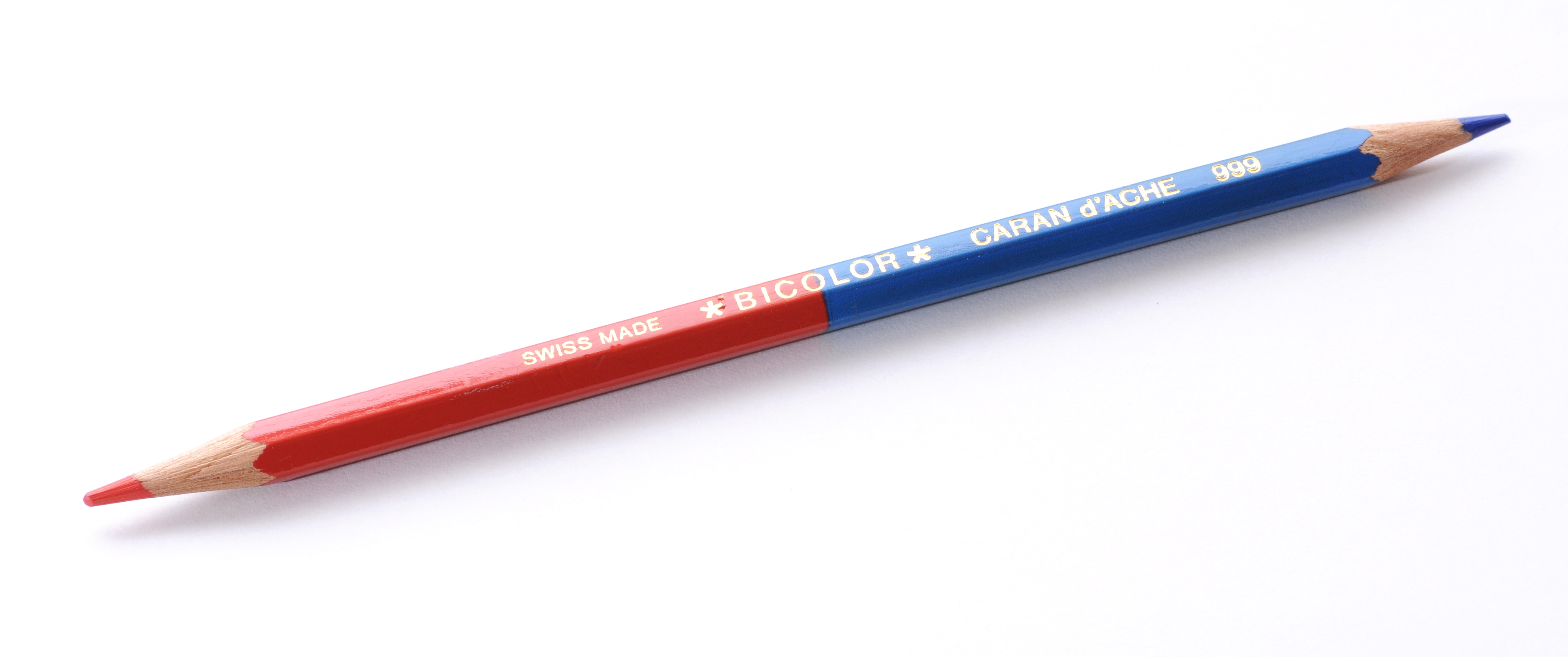
赤青鉛筆

色鉛筆（いろえんぴつ、米: colored pencil）は、顔料と蝋などを固めた芯を木製または紙巻きの軸に収めた画材・筆記具である。鉛筆の一種だが、普通の黒芯鉛筆とは芯の製法が異なり、含む顔料によって様々な有彩色および無彩色の芯を持つ。
筆記、図画、マーキングなどに用いられる。欧米では19世紀始めにはマーキング用として存在し、1908年にはファーバーカステルがポリクロモス色鉛筆(全60色)を発売、1924年にカランダッシュが競合製品を発売するなど、1920年代頃には美術用を銘打つ60色程度の製品が一般的となった。日本では明治時代には国定教科書「新定画帖」に基づき小学校の教育用画材として用いられていた。
日本産業規格のJIS S 6006「鉛筆，色鉛筆及びそれらに用いるしん」には色鉛筆の定義や品質規格、規格色の48色が定められている。JIS規格色は日本の学童用色鉛筆でよく用いられる。
なおJIS S 6006は1998年3月にJIS非指定品目に指定され、JISマークの表示が廃止されているが、日本の各メーカーではその後もJIS規格に沿って製造されている。

## 性質

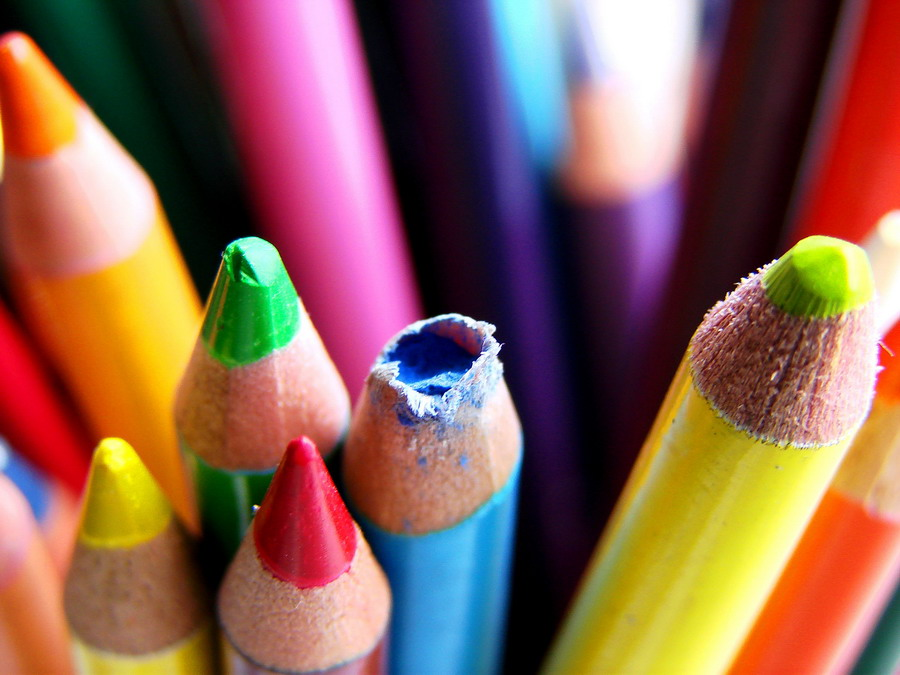
色鉛筆のペン先

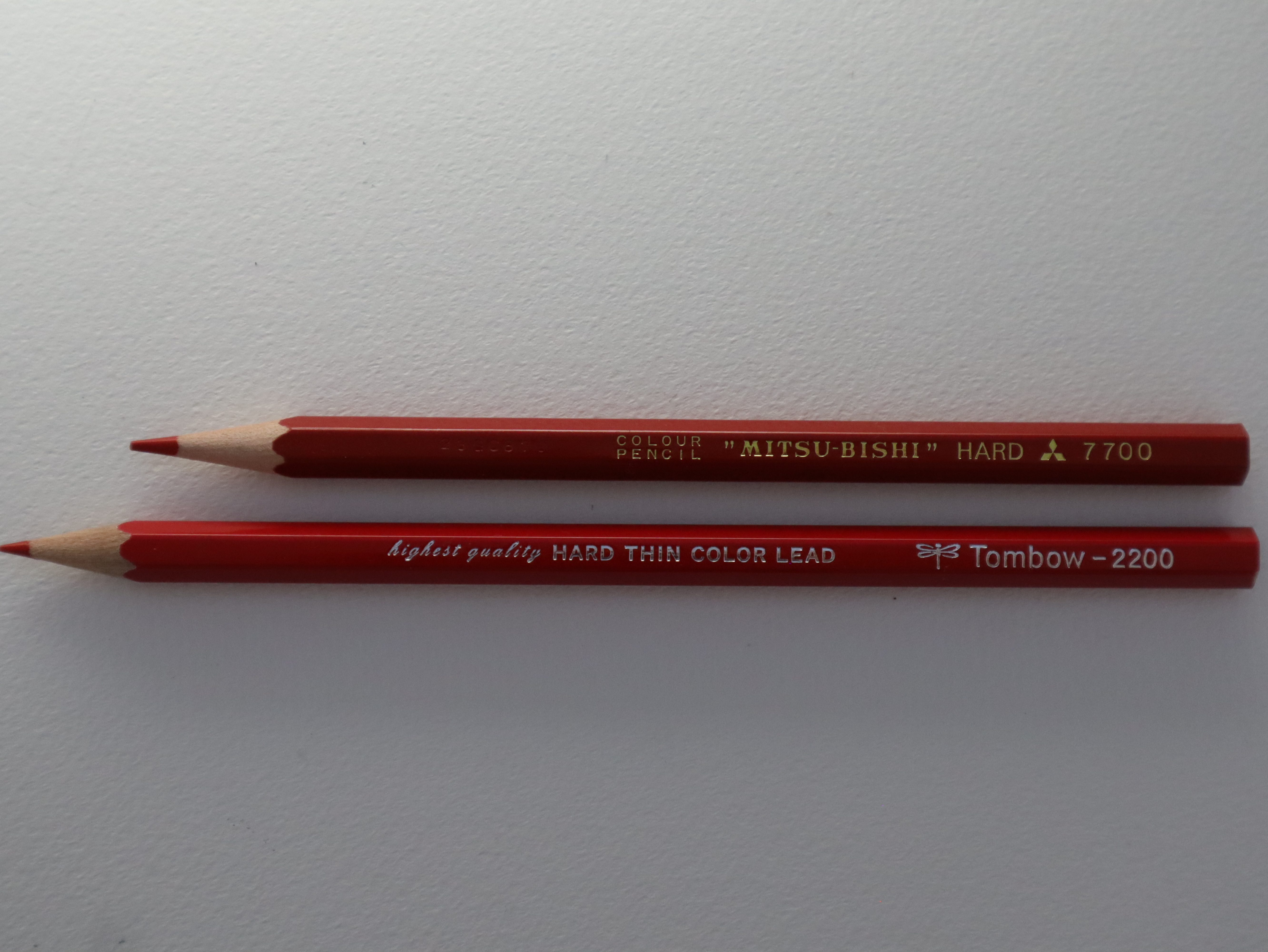
トンボ鉛筆（No.2200）三菱鉛筆（No.7700）

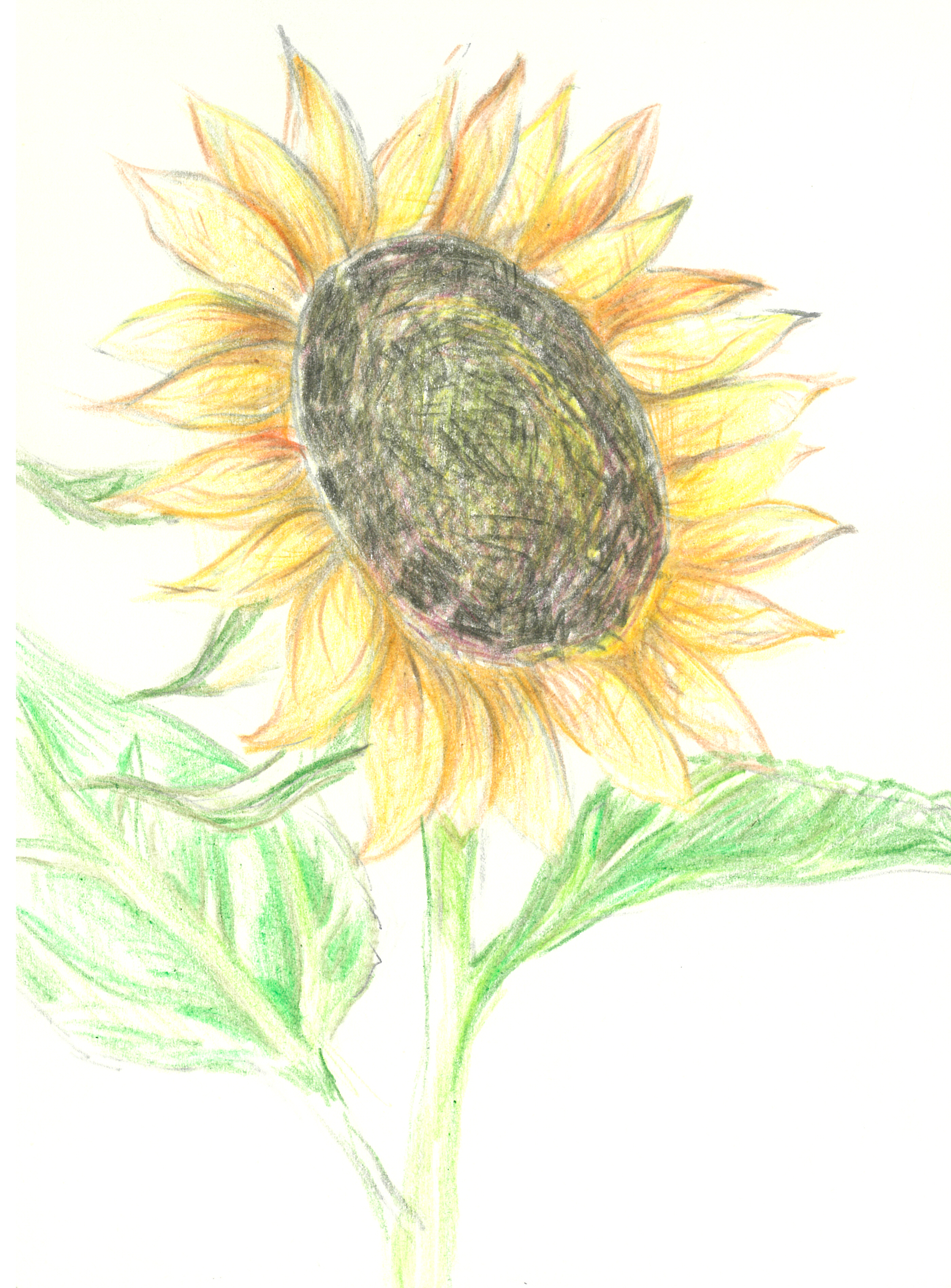
色鉛筆で描いた例

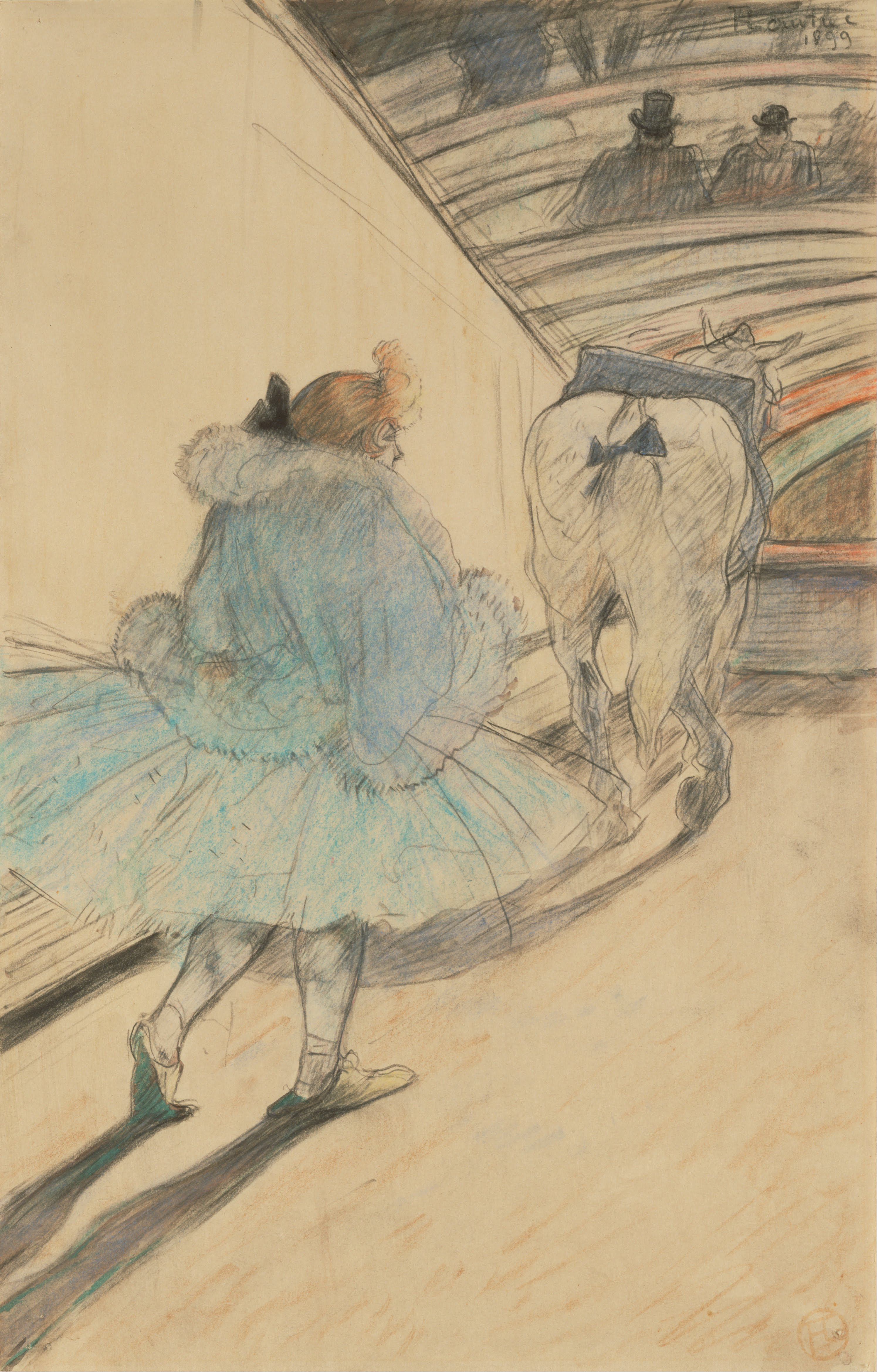
色鉛筆で着彩されたロートレックの素描（"At the Circus: Entering the Ring"、1899年、J・ポール・ゲティ美術館）

### 原料
芯の原料には着色顔料や染料、タルクなどの体質顔料、展色剤としての蝋、カルボキシメチルセルロースなどの糊剤が用いられ、油性である。金色、銀色には銅やアルミニウムの金属粉が用いられる。メーカーの一般向け解説ではタルク50%、蝋25%、顔料20%、糊剤5%の組成例が示されている。
JIS S 6006規格、欧州規格EN 71、米国画材・工芸材料協会Approved Product（ACMI-AP）認証では鉛、カドミウム、クロムといった有害物質は規制されている。一般的な色鉛筆の経口毒性はほとんどない。

### 硬度
1000℃以上で焼成される黒鉛芯と異なり、色鉛筆芯は50℃程度の乾燥によって仕上げられるため、多くの顔料が使用でき、ソフトな描き味を持つ。また蝋を含むため紙への定着性がよいが、消しゴムで消しにくい。
JIS S 6006での硬度には
- 硬質 - 製図用途
- 中硬質 - 筆記や図画用途
- 軟質 - 紙以外への使用

があり、それぞれ特徴を持ち異なったの用途に適する。メーカーの説明によれば、実用上の摩耗性は黒芯鉛筆と比較すると硬質でB - 2B相当、中硬質で5B - 6B相当、軟質で10B（JIS規格外）以上とされる。
なお、日本における硬質色鉛筆は2000年代以降生産が縮小されており、大手メーカーのトンボ鉛筆（No.2200）・三菱鉛筆（No.7700）はいずれも、現行製品では赤1色のみのラインアップとなっている。

### 軸
木製軸には黒芯鉛筆同様にヒノキ科のインセンスシダーが品質・調達性に優れ用いられる。軸の形状には画材として色々な持ち方ができるよう丸軸がよく用いられる。丸軸にはかつて太く軟らかい芯を均等な厚みで保護する理由もあったという。六角軸は日本より海外製品で用いられる割合が多い。
軟質色鉛筆のダーマトグラフには紙巻き軸が用いられるが、これは芯に蝋成分が多いため接着性・熱膨張率が異なり、伸縮性のある紙巻きが適するためである。

### 耐変質性
色鉛筆の筆跡耐光性は顔料によって異なる。JIS S 6006規格には耐光性の基準が定められているが、赤紫、藤紫、藤色、薄紫、桃色の基準は低めである。耐光性に配慮した製品もあり、一部の専門家向け色鉛筆ではASTM D6901規格やブルーウールスケール、その他自社基準に基づいた耐光性評価を色ごとに表示している。
また温度は芯の軟らかさに影響し、湿気は強度に影響を与える。経年変化で蝋が白いブルームとして表面に浮き出ることもあり、高温ほど顕著になる。フィキサチーフなどの定着剤の使用はブルーム予防に有効とされる一方で、溶媒を含むため滲みや変色の原因となる場合もある。

## 特殊な色鉛筆

### 水彩色鉛筆
水筆などを使って筆跡を水彩状に滲ませることができる水彩色鉛筆もある。普通の色鉛筆は油性で水に溶けないが、水彩色鉛筆は乳化剤の添加などで水溶性を持たせてある。水彩色鉛筆での硬質・軟質は乳化剤の量、すなわち溶けやすさを表す場合もある。
また、油性色鉛筆もテレビン油やペトロール、石鹸水、専用ぼかし液を使えば筆でぼかすことができる。ただしテレビン油やペトロールなどの揮発性油には中毒性・引火性があり、充分な換気・管理が必要になる。

### カラーレス・ブレンダー
着色顔料を含まないカラーレス・ブレンダーと呼ばれる色鉛筆もある。色鉛筆画の制作において、ざらざらした筆跡のスムージングや混色、バーニッシング技法（英: burnishing、つや出し）に用いられる。

### 軸全体が芯
軸全体が芯で構成された色鉛筆もある。軸全体が芯のクーピーペンシルは普通の色鉛筆とは製法がやや異なり、ポリエチレン樹脂を使用するため融点が高く、芯に直接触れても手が汚れない作りになっている。

### 芯ホルダー式・シャープペンシル用
芯のみを交換できる芯ホルダー式色鉛筆や、シャープペンシル用の色芯もある。シャープペンシル用の色芯には、色鉛筆と同じ製法の非焼成芯と、強度を増した焼成芯がある。後者は原料に窒化ホウ素やタルク、雲母、粘土鉱物を用いて白色多孔質に焼成され、これにインクを染み込ませることで製造される。